# Цапф, Манфред
Ма́нфред Цапф (нем. Manfred Zapf; 24 августа 1946, Штапельбург) — восточногерманский футболист, защитник.

## Карьера

### Игрока

#### В клубе
Карьера Манфреда началась в молодёжной команде клуба «Динамо» из Штапельбурга. В 1964 его пригласили в «Магдебург». В чемпионате ГДР Цапф дебютировал 14 апреля 1964 года во встрече против «Цвиккау». Трижды Манфред становился чемпионом страны и пять раз выигрывал Кубок ГДР. В 1974 году стал обладателем Кубка кубков: в финале «Магдебург» одержал победу над «Миланом». С 1968 по 1979 год Цапф являлся капитаном команды. Всего в Оберлиге он сыграл 327 матчей, забив 29 голов.

#### В сборной
В национальной сборной ГДР Манфред Цапф дебютировал 22 июня 1969 года в товарищеском матче против команды Чили.
В 1972 году он стал бронзовым призёром Олимпийских игр, сыграв на турнире все 7 матчей.

### Тренера
С 1988 по 1989 год Цапф руководил сборной ГДР. Под его руководством команда провела 6 матчей: 3 раза победила, 1 раз сыграла вничью и 2 раза проиграла.

## Достижения
«Магдебург»
- Чемпион ГДР (3): 1971/72, 1973/74, 1974/75
- Обладатель Кубка ГДР (5): 1964/65, 1968/69, 1972/73, 1977/78, 1978/79
- Обладатель Кубка кубков: 1973/74